# Zubariewka (przystanek kolejowy)
Zubariewka (ros. Зубаревка) – przystanek kolejowy w miejscowości Sakulino, w rejonie wiaziemskim, w obwodzie smoleńskim, w Rosji. Położony jest na linii Moskwa – Mińsk – Brześć.